# Resolução 252 do Conselho de Segurança das Nações Unidas
A Resolução 252 do Conselho de Segurança das Nações Unidas aprovada em 21 de maio de 1968, após uma carta do Representante Permanente da Jordânia, ouvindo declarações de Israel e da Jordânia, e as medidas tomadas por Israel contra as resoluções da Assembleia Geral sobre o assunto, o Conselho reafirmou que a aquisição de território por conquista militar é inadmissível e deplorou o fracasso de Israel para cumprir as resoluções da Assembleia Geral. O Conselho considerou que todas as medidas legislativas e administrativas que tendem a mudar o status legal de Jerusalém são inválidas e não podem mudar esse status e urgentemente conclamam Israel a rescindir todas as medidas já tomadas e a desistir imediatamente de tomar quaisquer outras medidas que tendam a mudar o status de Jerusalém.
A resolução foi aprovada com 13 votos a nenhum; O Canadá e os Estados Unidos se abstiveram.